# شهرستان ووشی
شهرستان ووشی (به چینی: 巫溪县، به پین‌یین: Wūxī Xiàn) یک شهرستان تابع شهر چونگ‌چینگ، در جمهوری خلق چین است. شهرستان ووشی ۴٬۰۳۰ کیلومتر مربع مساحت و ۵۱۴٬۲۰۰ نفر جمعیت دارد.
تا پیش از سال ۱۹۹۲ میلادی، شهرستان ووشی تابع ولایت وان‌شیان در استان سیچوان بود.
در دسامبر سال ۱۹۹۲، ولایت وان‌شیان به شهر در سطح ولایت وان‌شیان ارتقاء یافت. شهرستان ووشی تابع شهر وان (وان‌شیان) قرار گرفت.
در دسامبر ۱۹۹۷، «شهر در سطح ولایت وان‌شیان» منحل شد مناطق و شهرستان‌های تابع آن، منجمله شهرستان ووشی به شهر جدید التاسیس در سطح استان چونگ‌چینگ پیوستند.